# 裴坚章
裴坚章（1928年—），山东省日照县人，中华人民共和国政治人物、外交官。
1954年，从中共华东局组织部调外交部工作，任亚洲司科长。曾任中国驻缅甸大使馆二等秘书、一等秘书。1970年，后任中国驻英国代办处、大使馆政务參赞。1973年，任中国驻新西兰首任大使。1977年兼任中国驻巴布亚新几内亚首任大使。1979年，由秦力真接任，其改任中华人民共和国驻利比亚大使。1986年后，任外交部外交史编辑室主任、外交史研究室主任。